# Corporate Prevention Services
Corporate Prevention Services is een Externe Dienst voor Preventie en Bescherming op het Werk in België, met de hoofdzetel in Anderlecht (Brussels Hoofdstedelijk Gewest, België)

## Situering
Corporate Prevention Services zorgt voor de periodieke medische onderzoeken van onderworpen werknemers van de Nationale Maatschappij der Belgische Spoorwegen en de Belgische werknemers van Eurostar, en zorgt op het gebied van risicobeheersing voor de domeinen ergonomie, psychosociale belasting, bedrijfsgezondheidszorg, hygiëne & toxicologie, arbeidsveiligheid en milieu.
Het grondgebied waarop het bedrijf deze opdrachten mag vervullen, strekt zich uit over gans België, maar beperkt tot de transportsector.
Adhesia · Attentia · CLB EDPB  · Certimed · CESI · Corporate Prevention Services (CPS) · IDEWE · Mediwet · Mensura · Premed · Provikmo · Securex · SPMT-ARISTA